# Horch 12
Horch 12 (Typ 600/670) — автомобиль класса люкс, производившийся на заводе Horch (с июня 1932 года часть Auto Union) в городе Цвиккау (Германия) в период с 1931 по 1934 год. Всего была выпущена 81 единица.

## Галерея

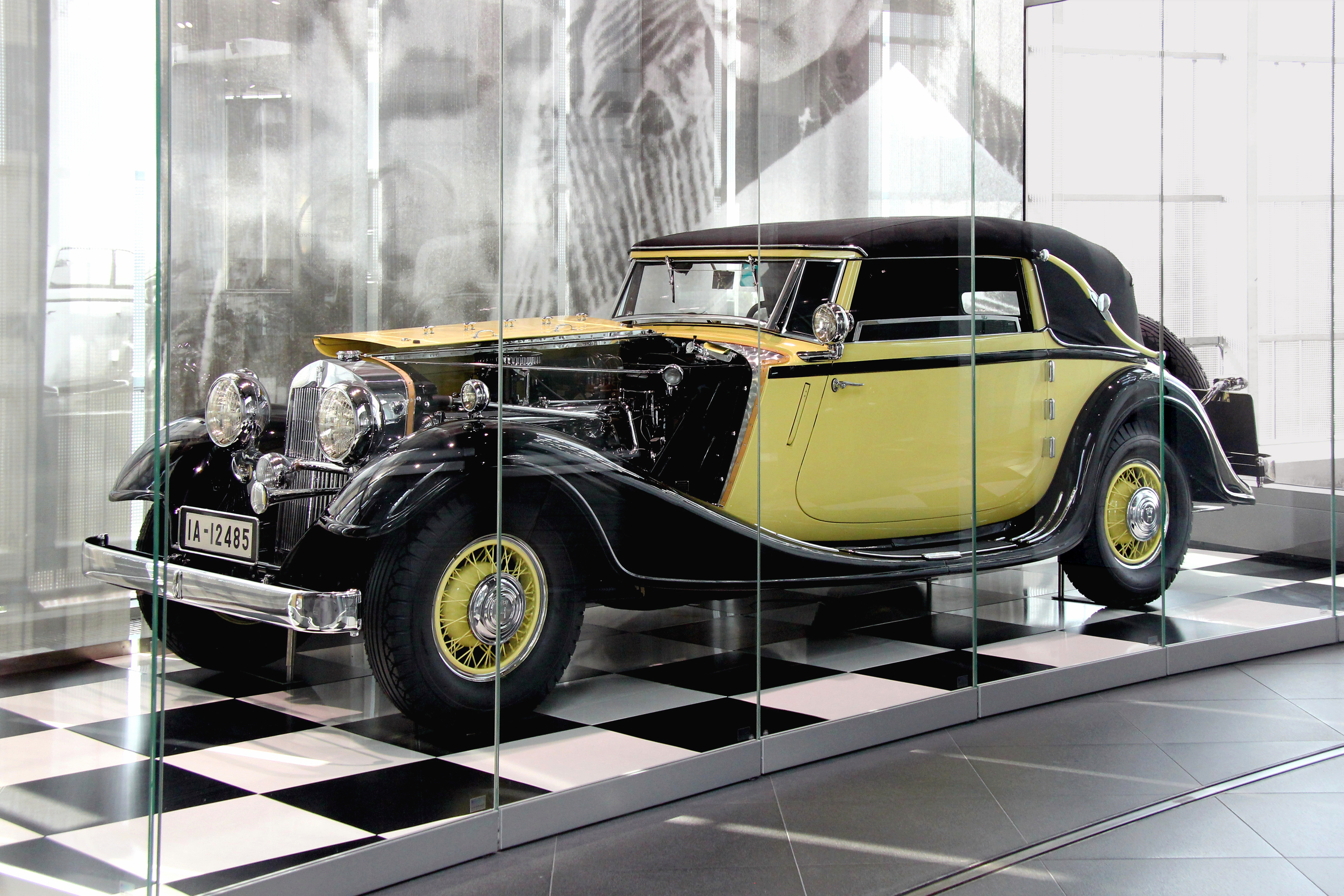
670 кабриолет
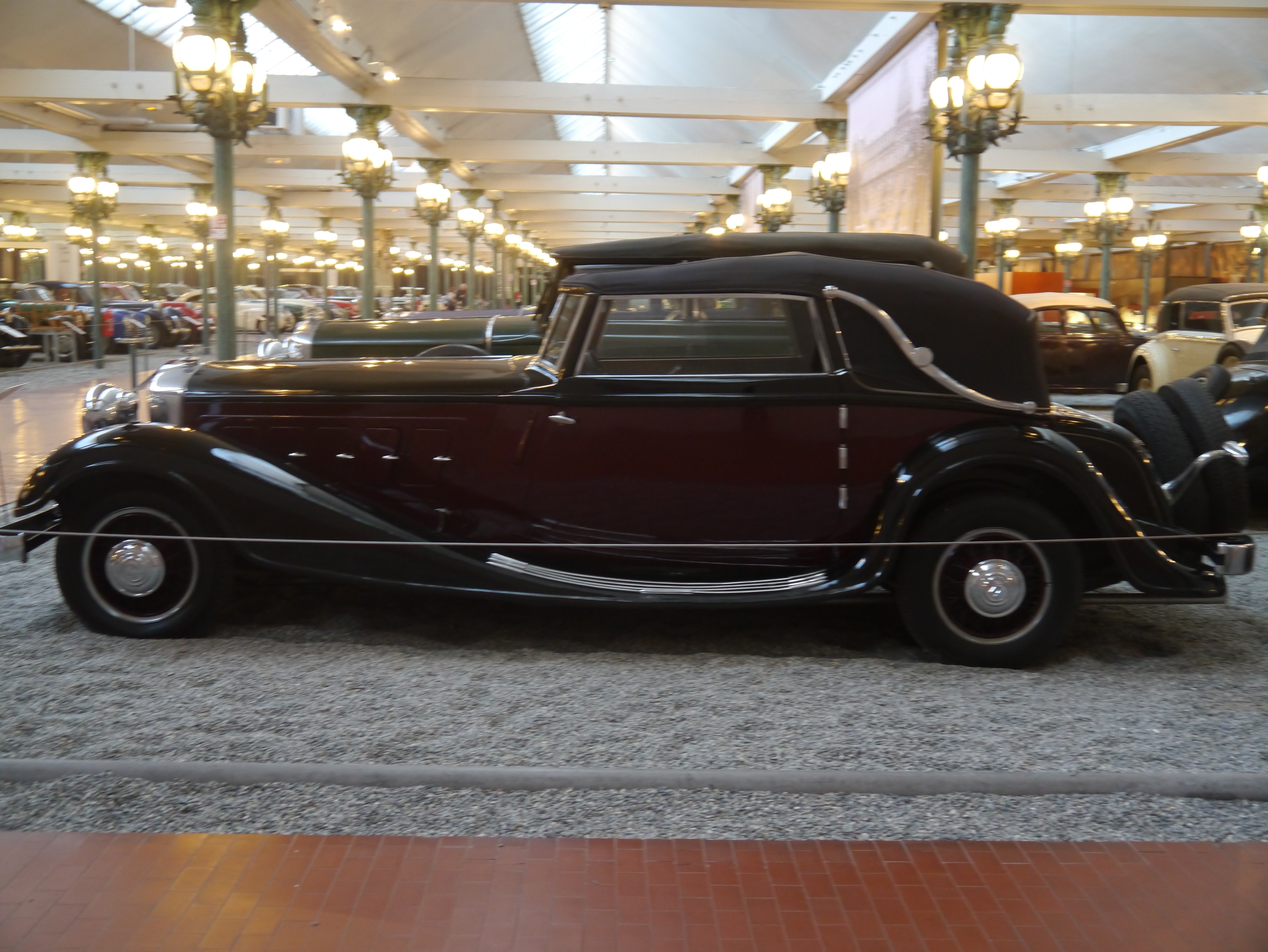
670 кабриолет (вид сбоку)
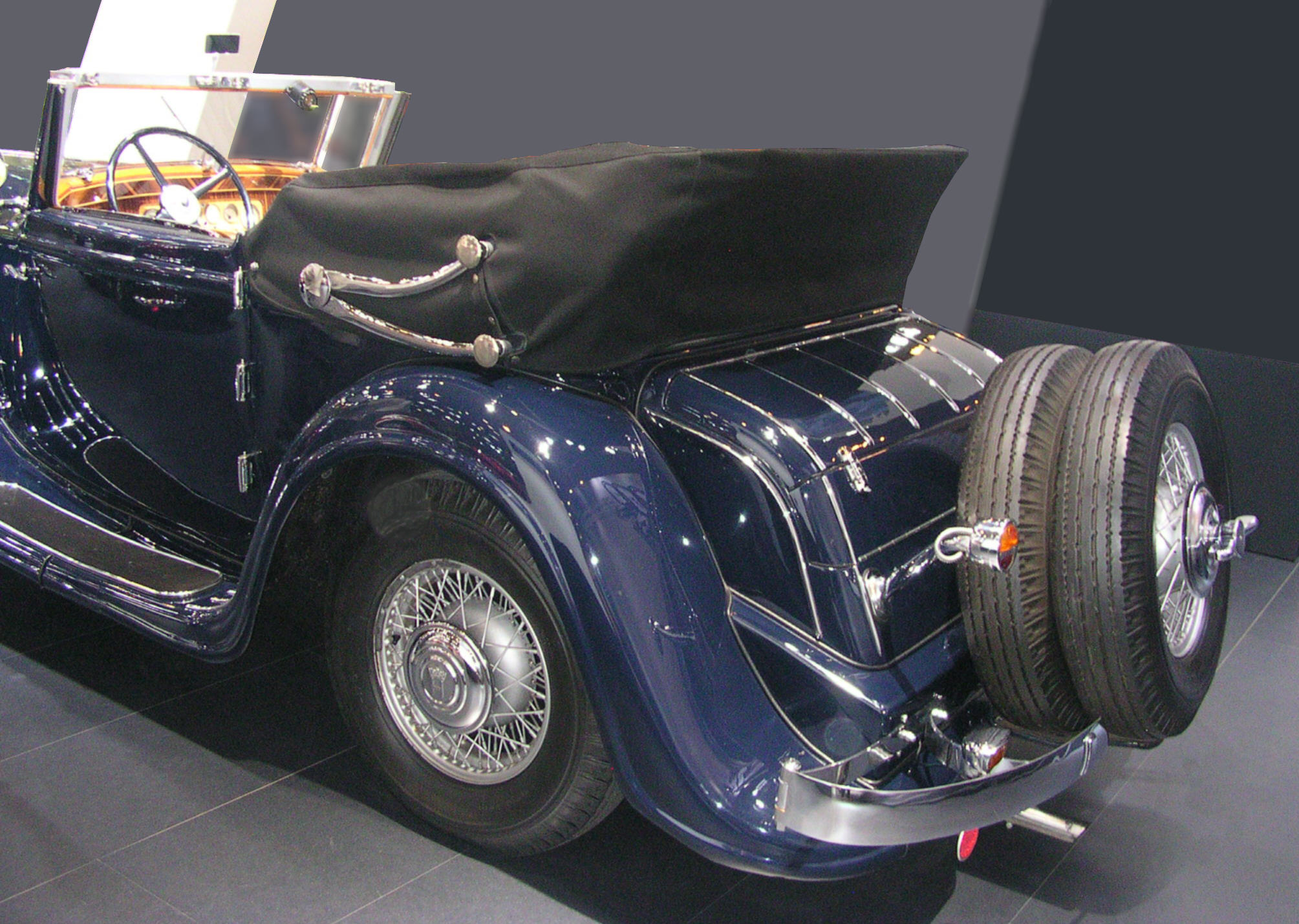
670 задняя часть
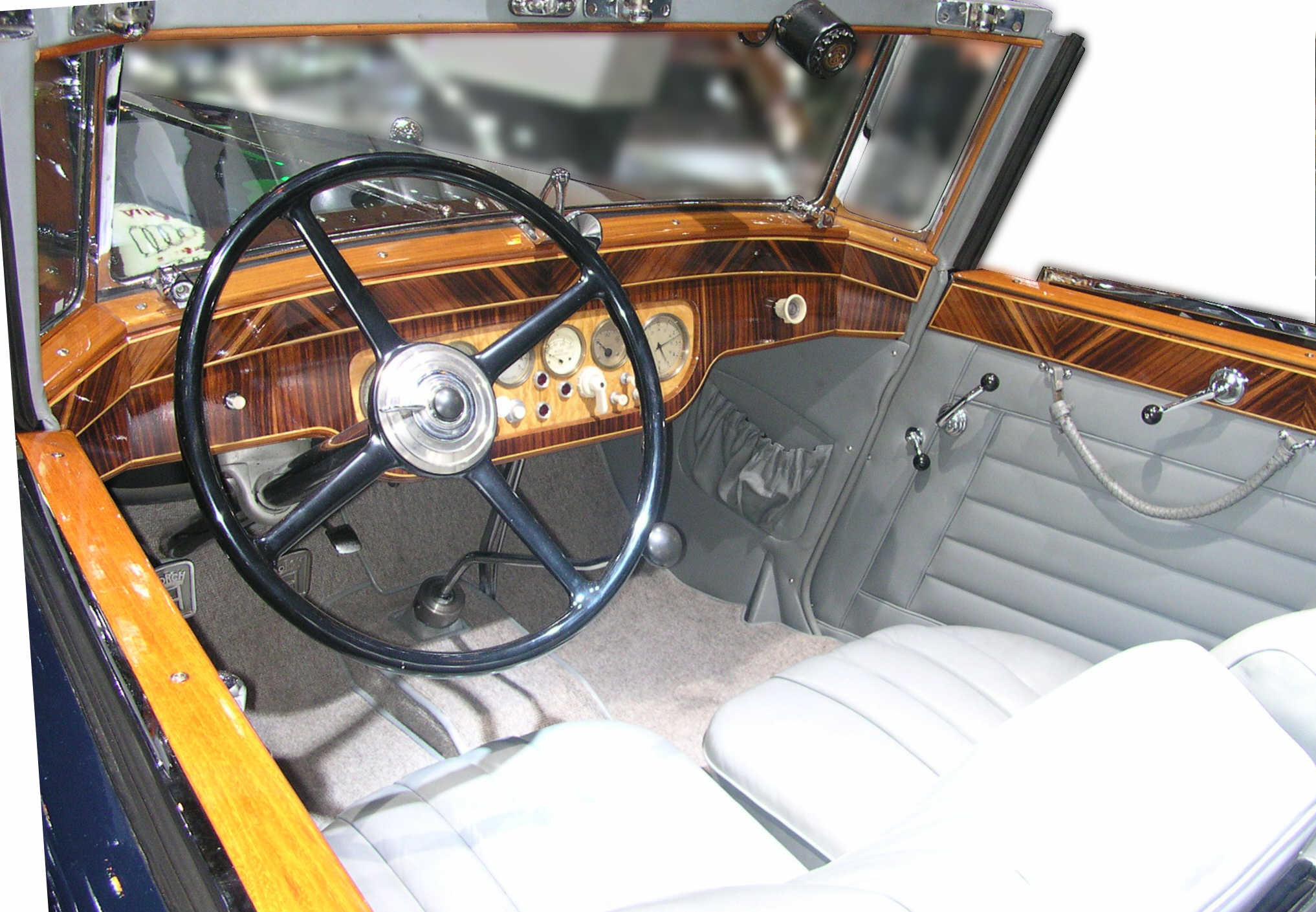
670 салон

## Технические характеристики
| Модель                 | 670                                | 600                                                   |
| ---------------------- | ---------------------------------- | ----------------------------------------------------- |
| Годы производства      | 1931—1934                          | 1932—1933                                             |
| Тип кузова             | 2-дверный кабриолет                | 4-дверный пульман-лимузин 4-дверный пульман-кабриолет |
| выпущено единиц        | 28                                 | 49 лимузинов 4 кабриолета                             |
| Двигатель              | 6031 см³ V12 4-тактный             | 6031 см³ V12 4-тактный                                |
| Мощность двигателя     | 120 л. с. (88 кВт) при 3200 об/мин | 120 л. с. (88 кВт) при 3200 об/мин                    |
| Крутящий момент        | 93.2 Нм/ при 3000 об. мин          | 93.2 Нм/ при 3000 об. мин                             |
| Привод                 | задний                             | задний                                                |
| Разгон до 100 км/ч     | н/д                                | н/д                                                   |
| Масса                  | 2300 кг                            | 2500 кг.                                              |
| Объём топливного бака  | 51 л.                              | 51 л.                                                 |
| Максимальная скорость  | 140 км/ч                           | 130 км/ч                                              |
| Средний расход топлива | около 26 л./100 км                 | около 28 л./100 км                                    |
| Длина                  | 5400 мм                            | 5550 мм                                               |
| Ширина                 | 1820 мм                            | 1820 мм                                               |
| Высота                 | 1650 мм                            | 1720 мм                                               |
| Колёсная база          | 3450 мм                            | 3750 мм                                               |

## В музеях
Horch 12 «670» cabriolet можно найти в музее Audi museum mobile в городе Ингольштадт, в музее Autostadt в Вольфсбурге (Германия) и в музее Cité de l’Automobile в коммуне Мюлуз в Эльзасе (Франция).